# Juzgados de Paz de Guatemala
Los Juzgados de Paz o Juzgados Menores son tribunales menores pertenecientes al Organismo Judicial, estos tribunales están a cargo de jueces que son dispuestos según las órdenes de la Corte Suprema de Justicia, los cuales tienen la facultad de juzgar todos aquellos casos que dispongan las leyes nacionales.
Los Juzgados de Paz serán llamados así, a excepción si la Corte Suprema de Justicia determina lo contrario o lo considere un juzgado especial, todo esto se encuentra de acuerdo al artículo 101 de la Ley del Organismo Judicial.
Según el artículo 102 de la Ley del OJ, en cada cabecera departamental debe haber por lo menos un juzgado de paz. En lo que respecta a los municipios, la Corte Suprema de Justicia cuando lo considere conveniente, puede, atendiendo a la distancia y al número de habitantes, extender la jurisdicción territorial de los juzgados de paz a más de un municipio y en cada juzgado deberá haber también jueces de paz, quienes deberán residir en el lugar correspondiente. Actualmente en toda la República hay un total de 370 juzgados.

## Jueces de Paz
Los jueces de paz estarán distribuidos según indicaciones de la Corte Suprema de Justicia, los cuales se encargarán de juzgar hechos delictivos o de cualquier otra índole que ocurra en el lugar que al que fueron asignados.

### Residencia
Según el artículo 106 de la Ley del OJ, los jueces menores tienen la obligación de residir en el municipio de su jurisdicción; y si ésta se extendiera a dos o más municipios, en la sede que haya fijado la Corte Suprema de Justicia. Los jueces no pueden ausentarse de su jurisdicción sin el permiso correspondiente. El incumplimiento de este artículo será considerado falta grave. 

### Facultades
Los jueces de paz ejercerán su jurisdicción dentro de los límites del territorio para el que hayan sido nombrados; su competencia
por razón de la materia y de la cuantía serán fijadas por la Corte Suprema de Justicia; y sus atribuciones en el orden disciplinario, son las mismas respecto a sus subalternos, que las otorgadas en el propio caso a los jueces de primera instancia. 

### Impedimentos
En caso de impedimento, excusa, o recusación declarados procedentes, o de falta temporal del juez de paz, será sustituido por 
otro de igual categoría, si lo hubiere en el municipio, y si no, por el juez de paz cuya sede sea más asequible. En caso de falta absoluta, se procederá de la misma manera, mientras la Corte Suprema de Justicia nombra al sustituto.

## Organización
- -     -       - Juzgados de Paz o Menores
        -           -             -               - Juzgados de Paz Penal y Juzgados de Paz de Falta de Turno
              - Juzgados de Paz Civil y Juzgados de Paz de Móviles
              - Juzgados de Paz Mixtos y Juzgados de Paz Comunitarios (Penales)